# Boreelkazerne
De Boreelkazerne is een voormalige kazerne in de Nederlandse stad Deventer. Het gebouw werd in de jaren 1847-49 gebouwd op de Houtmarkt op de oostelijke punt van de vestingwerken voor het 4e regiment Huzaren van Boreel. In 1997 verloor het terrein haar functie als militair terrein, en sinds de restauratie en verbouwing van 2009-2013 maakt het kazernegebouw onderdeel uit van het Winkelcentrum Boreel. Het gebouw heeft sinds 1999 de status rijksmonument.

## Gebouwbeschrijving
De kazerne wordt gezien als het belangrijkste werk van stadsarchitect Bernardus Looman. Hij kreeg bij zijn werk medewerking van ingenieur der genie J.H.L. Rijsterborgh. Het gebouw vertoont kenmerken van de neoclassicistische en neoromaanse stijl. De gevel heeft een herkenbare indeling van drie verdiepingen met daarboven een gepleisterde mezzanino: een (oorspronkelijk) halve etage onder het dak. Het gebouw omsluit met twee zijvleugels van ongelijke lengte een paradeplaats die aan de voorzijde met een gietijzeren hek van Nering Bögel is afgesloten van de straat. Twee gemetselde wachthuisjes aan de zijde van het Emmaplein maken onderdeel uit van deze erfafscheiding, en zijn gelijk aan twee huisjes die aan het andere uiteinde van het hekwerk hebben gestaan.

## Geschiedenis

### Voorgeschiedenis
Vanaf 1568 was in Deventer permanent een garnizoen gelegerd. Omdat er binnen de vesting geen ruimte was voor een groot kazernegebouw, was het garnizoen gevestigd in verschillende gebouwen verspreid in de stad, waaronder het klooster aan de Pontsteeg. In 1838 werd door het ministerie van Oorlog tot de bouw van een grote kazerne in Deventer besloten, maar in 1840 bleek daarvoor in Den Haag toch geen subsidie beschikbaar. In 1844 klaagde het ministerie van Oorlog echter opnieuw over de staat van de huisvesting. Deventer stelde nieuwbouw voor aan de Bagijnenstraat ter huisvesting van twee eskadrons cavalerie, maar in Den Haag ging de voorkeur uit naar een regiment van 750 manschappen (vijf eskadrons). Als locatie werd uiteindelijk de Houtmarkt bij de Bergpoort gekozen; het belang van dat plein was door de afnemende houthandel grotendeels verloren gegaan.

### Bouw
Stadsbouwmeester Bernardus Looman was verantwoordelijk voor het ontwerp. De begroting van de totale nieuwbouw, inclusief militaire paardenstallen, bedroeg 211.000 gulden, waarmee het met afstand het duurste openbare gebouw van de 19e eeuw in Deventer werd. Dit was ook aanzienlijk meer dan tien jaar eerder voor een nieuwe kazerne was begroot (ƒ70.000). Het bedrag werd bijeengebracht met een lening, een rijksbijdrage en de opbrengsten uit nieuwe en verhoogde belastingen.

### Naamgeving en gebruik
De kazerne werd Cavaleriekazerne, de Houtmarktkazerne en de Bergpoortkazerne genoemd, tot in 1934 de officiële naam Boreelkazerne werd gegeven.
De cavalerie was tot aan de Tweede Wereldoorlog in de Boreelkazerne gehuisvest. In mei 1940 werd het laatste regiment uitgezonden naar de Gelderse Vallei. Tijdens de Duitse overheersing kwam de kazerne in gebruik van de bezetter. Na de Deventer bevrijding op 12 april 1945 werden verdachten van collaboratie in de kazerne vastgehouden.
Na de Tweede Wereldoorlog stond de Boreelkazerne in het bijzonder in het teken van de Verbindingsdienst. Decennialang maakte deze ontwikkelingen door en vormde de kazerne een centrale rol in de communicatiesystemen. Ook was de kazerne een van de locaties waar mannen uit Oost-Nederland werden gekeurd voor de militaire dienstplicht. Na de val van de Berlijnse Muur werd de kazerne als overbodig beschouwd. De Rayonverbindingscompagnie verliet op 2 januari 1994 de Boreelkazerne. Op 1 november 1995 werd het kazernegebouw gesloten. In 1997 verloor het terrein haar functie als militair terrein.

## Leegstand, renovatie en herontwikkeling
In 1998 werd het kazernegebouw, dat destijds nog in handen van Defensie was, gekraakt. In 1999 kwam de kazerne in handen van een projectontwikkelaar, waarna het in 2001 schade opliep als gevolg van een brand, waarbij vermoedens bestonden van brandstichting. In 2004 werd het pand opnieuw korte tijd door krakers bezet.
De Boreelkazerne werd onderdeel van een groot herontwikkelingsproject, Winkelcentrum Boreel, met toevoeging van ruimte voor grootschalige winkels, een bioscoop, kantoren, 60 woningen en een parkeergarage. De nieuwbouw werd in 2007 opgeleverd. Van 2009 tot 2012 werd de Boreelkazerne zelf gerestaureerd en kreeg het gebouw een nieuwe invulling met winkel-, kantoor-, en horecaruimte.